# Ryszard Dawidowicz
Ryszard Dawidowicz (ur. 11 czerwca 1960 r. w Starym Czarnowie) – polski kolarz torowy, olimpijczyk z Seulu 1988.
Przez całą karierę zawodniczą (1981-1996) reprezentant WLKS Gryf Szczecin. Był jednym z czołowych polskich średniodystansowców.
Wielokrotny medalista mistrzostw Polski:
- złoty
  - w wyścigu na 1 km w latach 1985,1987,1988
  - w wyścigu na 4 km indywidualnie na dochodzenie w latach 1982,1984,1988,1990-1991,1995
  - w wyścigu na 4 km drużynowo na dochodzenie w latach 1983-1990
- srebrny
  - w wyścigu na 1 km w latach 1986,1989,1990
  - w wyścigu na 4 km indywidualnie na dochodzenie w latach 1981,1983,1992-1993
  - w sprincie olimpijskim w roku 1996
- brązowy
  - w wyścigu na 4 km indywidualnie na dochodzenie w latach 1987,1996

Wielokrotny (9) uczestnik mistrzostw świata, w których największym sukcesem był srebrny medal zdobyty w wyścigu drużynowym na 4 km na dochodzenie w 1985 r. (wraz z Andrzejem Sikorskim, Leszkiem Stępniewskim, Marianem Turowskim).
W pozostałych startach osiągnął następujące rezultaty:
- 1982 - 6. miejsce w wyścigu indywidualnym na 4 km na dochodzenie
- 1983 - 6. miejsce w wyścigu indywidualnym na 4 km na dochodzenie
- 1986 - 5. miejsce w wyścigu drużynowym na 4 km na dochodzenie
- 1987 - 5. miejsce w wyścigu indywidualnym na 4 km na dochodzenie
- 1987 - 9. miejsce w wyścigu drużynowym na 4 km na dochodzenie
- 1990 - 7. miejsce w wyścigu indywidualnym na 4 km na dochodzenie
- 1990 - 14. miejsce w wyścigu drużynowym na 4 km na dochodzenie
- 1991 - 12. miejsce w wyścigu indywidualnym na 4 km na dochodzenie

Na igrzyskach olimpijskich w Seulu zajął 5. miejsce w indywidualnym wyścigu na dochodzenie na 4 km oraz 7. miejsce w wyścigu drużynowym na 4 km na dochodzenie.